# Arboreto Reeves-Reed
El Aboreto Reeves-Reed (en inglés: Reeves-Reed Arboretum) es un arboreto de 13.5 acres (5.5 hectáreas), que está administrado por una organización sin ánimo de lucro de voluntarios. 
Se encuentra en el Union County, en Summit, Nueva Jersey, Estados Unidos. 

## Historia
La propiedad era atravesada en su tiempo por el pueblo aborigen estadounidense de los Lenni Lenape en su ruta desde la costa, cerca de Elizabeth a las tierras altas cerca de la Montañas de Schooley. Durante la Guerra Civil, fue cultivado, y estaba al lado del sitio del Cañón de "Old Sow" y el faro de señalización sobre la colina "Beacon Hill" en las Montañas Watchung. 
En 1889, John Hornor Wisner, un empresario en el comercio de China, compró la propiedad de la finca. Este contrató a los arquitectos de Nueva York "Babb, Cook y Willard" para construir una casa de estilo Colonial Revival, situada hacia el sur con amplias vistas sobre las colinas. 
Wisner y su esposa, Isabelle, se trasladaron con sus hijos a su nuevo hogar y lo llamaron "The Clearing". Al trabajar con el arquitecto paisajista Calvert Vaux, plantaron diversas especies de árboles y crearon parterres y un camino serpenteante alrededor de la propiedad. 
En 1916, los nuevos propietarios, Richard y Susie Reeves, compraron la finca. Susie Reeves amplió los jardines, asesorados por los destacados arquitectos paisajistas Ellen Biddle Shipman (1924) y Carl F. Pilat (1924-1925), añadieron una rosaleda en 1925. 
La familia de Charles L. Reed fueron los últimos propietariosprivados y en 1968, añadieron un jardín de  hierbas. En 1974, la finca fue preservada como arboreto público gracias al ayuntamiento de la ciudad de Summit.

## Características
Los jardines son un ejemplo bien conservado de la arquitectura paisajista de principios del siglo XX, también conocido como el "Country Place Movement". Italiano en el carácter, la disposición del jardín es simétrica y axial, la creación de espacios ajardinados formales en el eje principal de la casa. Son de destacar: 
- The Gretchen Keller Azalea Garden (diseñado por Shipman y Pilat) y la rocalla  contienen cerca de 850 arbustos y 25 árboles. Su máxima floración se produce en mayo, con los cerezos, azaleas, lilas, deutzia y manzanos silvestres.
- The Susie Graham Reeves Rose Garden rosaleda que alberga 286 arbustos de Rosas, lo que representan más de 150 variedades y cultivares de rosas, como floribundas y rosas del té híbridos establecidos en el tradicional diseño de círculo en un cuadrado. La característica central del jardín de rosas es una fuente querubín de la época Reeves. Rosas pasadas de moda flanquean el jardín formal y rosas trepadoras son guiadas en los postes y cadenas.

Más de 30.000 narcisos florecen en un cuenco de fuente glacial frente a la casa  Wisner cada mes de abril.